# アキノエノコログサ
アキノエノコログサ Setaria faberi R. A. Herrm．1910．はイネ科の植物の1つ。エノコログサによく似ていて混同されることも多いが、一回り大きく、穂が長くて垂れるのが特徴である。

## 特徴
一年生の草本。草丈は40～100cm、茎の基部では枝分かれしてそれから先では直立する。葉身は線形で長さ10～30cm、幅8～20mm。葉身の先端は長く鋭く尖っており、基部は次第に狭まって葉鞘に続く（鈍脚）。葉身の上面にはまばらに毛があるのが普通だが、まれに無毛の場合もある。葉身は往々にして基部近くで撚れて葉の裏側を上に向けて展開する。葉鞘の縁には毛が並んで生えており、葉舌は退化して1列の毛が並んだだけになっている。
花期は8～10月。茎の先端から長い枝を伸ばし、その先に花序を単独でつける。穂は円錐花序であるが横枝がごく短く、また小穂と刺毛が密集して着いているために全体としては円柱形となる。穂は淡緑色でその長さは5～10cm、全体に曲がっていて先端はやや垂れる。
小穂は長さ2.8～3mm、その基部からは少数の刺毛が出ており、刺毛は淡緑色が普通だが時に紫紅色を帯びる。小穂そのものは卵形で先端が鈍く尖っている。第1包頴は小穂の基部を取り巻くように着いており、長さは小穂全体の1/3～2/5程度、第2包頴は小穂の長さの2/3～3/4程度、そのためにその下にある第2小花の先端側が裸出している。第1小花の護頴は小穂の長さと同じ、第2小花の護頴は多少硬い革質で光沢があり、両側の縁は内向けに曲がって内頴を抱く。内頴は護頴と同質で長さもほぼ同じである。
和名について説明を見ていないがエノコログサに比べて穂が出る時期がやや遅いことから「秋のエノコログサ」ではないかと思われる。ただし実際には時期的にかなり重複してみられる。

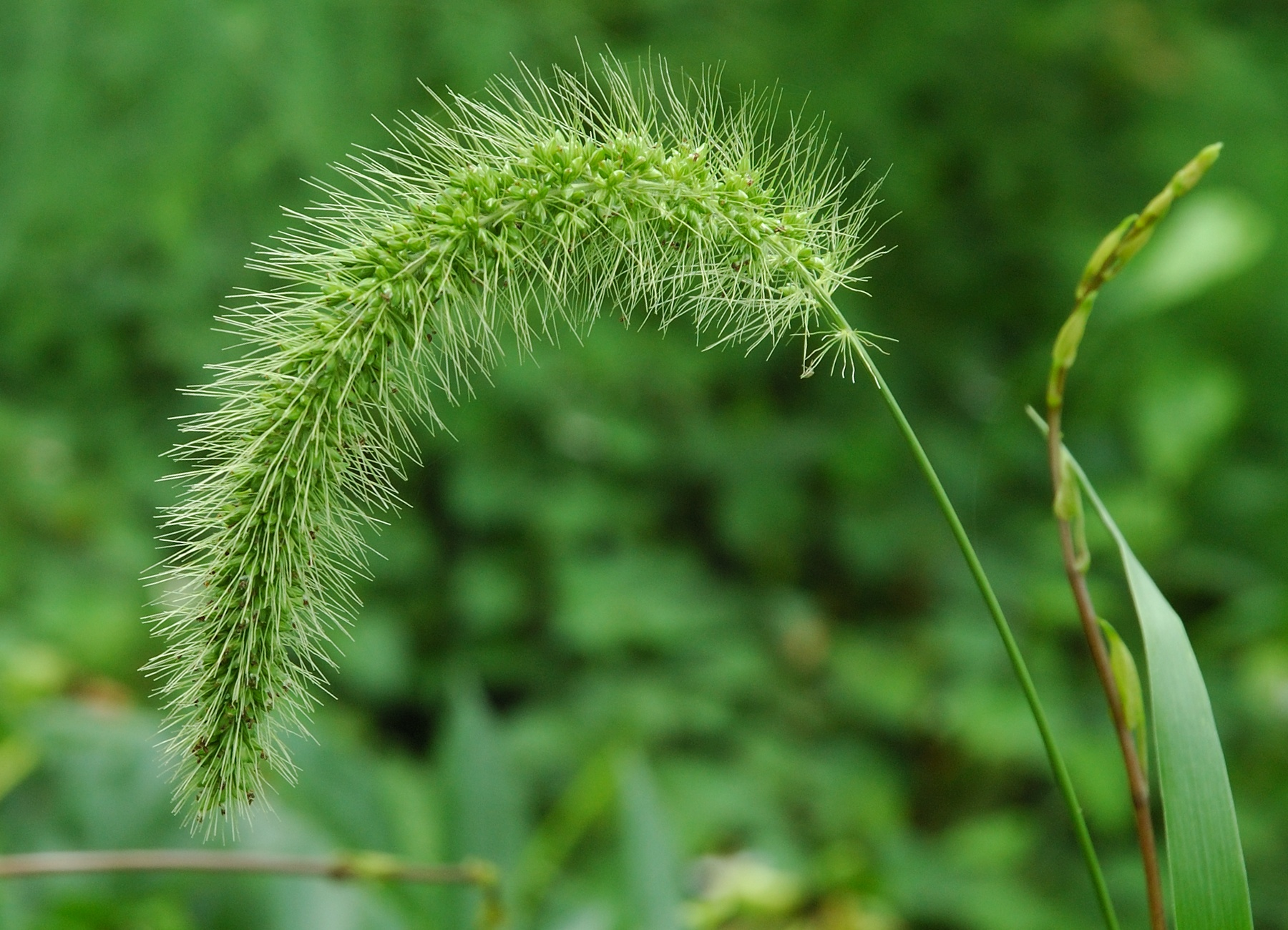
穂は長くて先端が垂れる。

## 分布と生育環境
日本では北海道から九州にかけて見られ、国外では朝鮮半島から中国に算し、また北アメリカには帰化している。なお、木場他(2011)には日本での分布に琉球列島が記されているが、古くは初島(1975)にも本種は含まれておらず、よく分からない。
雑草であり、平地から低山地の農村地帯に多い。また林地や路傍などに多いが畑地などのはあまり出ず、エノコログサより半日陰を好む、とも。近年は都会周辺でエノコログサよりよく繁殖している、との声もある。

## 分類・類似種など
本種の属するエノコログサ属は世界の温暖な地域に約100種が知られ、日本では10種ほどが知られる。中には本種やエノコログサのように円柱状の穂を持つものから横枝が伸び、よりまばらな穂を作るものまである。その中で本種と特によく似ているのはエノコログサ S. viridis である。この種は多形的で海岸性のハマエノコロ var. pachystachys などは見かけがずいぶん異なるが、日本で普通に見られる変種 var. minor はかなりよく似ている。と言うより、この種の知名度が雑草系イネ科の中でも特に高いこともあり、多くの人は本種の存在を知らず、両方纏めてこの種と見ているのではないかと思われる。
この2種は一見ではとてもよく似ているが、各部にはっきりした違いがあり、『見分けに困ることはない』。その違いを長田(1993)は以下のように纏めている（なお、以下、本種をアキノ、エノコログサを無印と記する）。
- アキノは葉身の上面にまばらな柔らかい毛があるのが普通(時に無毛)だが、無印は両面とも無毛。
- アキノは花序が長さ5～10cmで先端が垂れ下がる。無印は長さ3～6cm、ほとんどの場合に先端が上を向く。
- アキノの小穂は長さ2.8～3mm、無印は1.8～2.3mm。
- アキノでは小穂の第2包頴が小穂全体の長さより明らかに短く、その下にある第2小花の護頴が先端側1/3程はみ出している。無印では第2包頴の長さが小穂全体の長さとほぼ等しく、そのために第2包頴がほぼ小穂全体を覆っている。

さらに牧野原著(2017)では無印の葉身の基部が丸くなっている(円脚)のに対してアキノでは鈍脚であること、小穂の基部の刺毛が多いことなどもその違いとして挙げている。
大まかに言えばアキノは無印より全体にも各部でもやや大柄で、穂はより長くて垂れ下がっていることで見分けがつき、遠目でも大抵は判別できるが、確実な判断をするなら小穂を1つ取って第2包頴が小穂全体を覆っているか、下の第2小花がはみ出していないかどうかを確認するのが確実である。